# Lepa Brena
Lepa Brena, właśc. Fahreta Jahić Živojinović (ur. 20 października 1960 w Tuzli) – bośniacka i jugosłowiańska piosenkarka i aktorka.

## Życiorys
Pochodzi z muzułmańskiej rodziny z Tuzli. Była najmłodszą córką technika medycznego Abida Jahicia i Ifety z d. Smajlović. Zadebiutowała na scenie w czasie nauki w szkole w Brczku i od tej pory często występowała na festiwalach dla dzieci. W początkach lat 80. związała się z grupą Lira show, która w 1981 zmieniła nazwę na Slatki greh (Słodki grzech). Fahreta przeniosła się wraz z zespołem do Nowego Sadu, a następnie do Belgradu. 3 lutego 1982 ukazała się pierwsza płyta zespołu Čačak, Čačak. Ogromna popularność płyty i samej wokalistki spowodowała, że w tym samym roku zespół wystąpił w filmie komediowym Tesna koža.
Pseudonim sceniczny Brena wymyślił jej trener, kiedy grała w koszykówkę w zespole Interplet Brczko. Przymiotnika Lepa (piękna) użył po raz pierwszy dziennikarz radiowy Milovan Ilić (Minimaks). W 1983 Lepa Brena wzięła udział wraz z zespołem w Jugoviziji – jugosłowiańskich eliminacjach do konkursu Eurowizji. Utwór "Sitnije, Cile, sitnije" wykonany w czasie koncertu nie przyniósł zwycięstwa zespołowi, ale stał się w Jugosławii niezwykle popularny.
Od 1984 zespół współpracował z menedżerem Raką Đokiciem, który okazał się współtwórcą sukcesów kolejnych albumów: Bato, Bato, Pile moje i Voli me, voli. W 1984 Lepa Brena zaśpiewała w czasie uroczystości otwarcia Zimowych Igrzysk Olimpijskich w Sarajewie. W połowie lat 80. stała się jedną z najpopularniejszych piosenkarek w Jugosławii, a jej koncert w rumuńskiej Timișoarze zgromadził 65 tysięcy widzów. W 1990 na stadionie Lewskiego w Sofii śpiewała dla 110 tysięcy widzów. Pod koniec lat 80. Slatki greh z Lepą Breną wykonywał 350 koncertów rocznie. Na rosnącą popularność wokalistki miał wpływ także jej wizerunek i eksponowanie jej seksapilu. Jak pisze Zarana Papić, Lepa Brena w latach 80. uosabiała ideał urody jugosłowiańskiej kobiety i była określana mianem „jugosłowiańskiej Barbie”.
7 grudnia 1991 wyszła za mąż za serbskiego tenisistę Slobodana Živojinovicia, z którym mają dwóch synów: Stefana i Viktora oraz trzeciego - Filipa z pierwszego małżeństwa Slobodana. Po ślubie wraz z mężem wyjechała do Stanów Zjednoczonych, zrywając współpracę z zespołem Slatki greh. W 1992 roku uległa poważnemu wypadkowi w czasie jazdy na nartach, zaś w 1993 zmarł współtwórca największych sukcesów zespołu - Raka Đokić. Postawy wrogości wobec Lepy Breny wywołało jej pojawienie się w 1993 roku w Brczku w mundurze armii Republiki Serbskiej. Pamięć o tym wydarzeniu stała się przyczyną protestów przeciwko jej koncertowi w Sarajewie, w 2009 roku. Sama zainteresowana wyjaśniała, że pojawiła się w 1993 roku w Brczku, aby ocalić swojego ojca.
W 1994 roku ukazał się pierwszy solowy album Lepy Breny Ja nemam drugi dom. Kolejne albumy powstawały w wytwórni Grand Production, która powstała z inicjatywy wokalistki. Od 2012 roku z uwagi na pogarszający się stan zdrowia wokalistka ograniczyła do minimum swoją działalność artystyczną.

## Dyskografia

### Albumy studyjne
- 1982: Čačak, Čačak
- 1982: Mile voli disko
- 1984: Bato, Bato
- 1984: Pile moje
- 1986: Voli me, voli
- 1986: Uske pantalone
- 1987: Hajde da se volimo
- 1989: Četiri godine
- 1990: Boli me uvo za sve
- 1991: Zaljubiška
- 1994: Ja nemam drugi dom
- 1994: Kazna Božija
- 1996: Luda za tobom
- 2000: Pomračenje sunca
- 2008: Uđi slobodno...
- 2011: Začarani krug
- 2013: Izvorne i novokomponovane narodne pesme
- 2018: Zar je važno dal se peva ili pjeva

## Filmografia
- 1982: Tesna koža
- 1984: Nema problema
- 1987: Hajde da se volimo
- 1989: Hajde da se volimo 2
- 1990: Hajde da se volimo 3